# Archives d'État du Monténégro
Les Archives d'État du Monténégro (Državi arhiv Crne Gore) sont les archives nationales du Monténégro, et elles se trouvent dans sa capitale historique de Cetinje. Les Archives d'État ont été créées en 1951, cependant leur historique peut être retracé jusqu'au XIXe siècle. Leur directeur est Stevan Radunović.

## Source
- (en) Cet article est partiellement ou en totalité issu de l’article de Wikipédia en anglais intitulé « Archives of Montenegro » (voir la liste des auteurs).